# Tricholaena
Genre
Tricholaena est un genre de plantes monocotylédones de la famille des Poaceae, sous-famille des Panicoideae, originaire d'Afrique, qui comprend cinq espèces.

## Liste d'espèces
Selon The Plant List (13 décembre 2017) :
- Tricholaena atropurpura (Voss.) hort. & Vilm.
- Tricholaena capensis (Licht. ex Roem. & Schult.) Nees
- Tricholaena monachne (Trin.) Stapf & C.E.Hubb.
- Tricholaena teneriffae (L.f.) Link
- Tricholaena vestita (Balf.f.) Stapf & C.E.Hubb.